# سندرم تونل کارپال
نشانگان دالان مچ دست یا سندرم تونل کارپال (به انگلیسی: Carpal tunnel syndrome) شایعترین نوروپاتی به دام افتادن عصب است که در نتیجه فشردگی عصب میانی در ناحیه دالان مچ دست (تونل کارپال) ایجاد می‌شود.
عصب میانی (مدین) در ناحیه مچ دست از زیر بافت همبندی مچ دست (نگهدار خم‌کننده دست) و از روی استخوان‌ های مچ عبور می‌کنند، اگر به هر دلیلی این فضا تنگ شده باشد به این عصب فشار وارد شده و اختلالات حسی و حرکتی در انگشتان دست بروز می‌کند که به این بیماری سندرم کارپال تونل گفته می‌شود.
در فضای دالان مچ دست هشت زردپی سطحی و عمقی دست و تاندون بلند شست به همراه عصب میانی عبور می‌کنند. هر عاملی که باعث کاهش اندازه تونل یا افزایش حجم بافت‌های داخل تونل شود علائم بیماری را ایجاد می‌کند.
شیوع این بیماری در خانم‌های خانه‌دار میان‌سال، کاربران رایانه، درودگران، تصویرگران، کارگران، قصاب‌ها و مکانیک‌های خودرو و رانندگان ماشین‌های سنگین رایج تر است.

## علل بیماری
1. علل تشریحی: شکستگی‌ها، دررفتگی‌ها، استئوفیت‌های استخوان‌های مچ، تومورها، کیست‌ها، سینوویوم تکثیر یافته، آرتروز و…
2. علل التهابی یا نوروپاتیک: دیابت و الکلیسم (این دو عروق یا سلول‌های پوششی عصب را درگیر می‌سازند)، بارداری و اختلالات تیروئید (با تغییر تعادل مایعات والکترولیتها و آدم احتمالی)
3. علل مکانیکی: حرکات تکراری مچ و انگشتان، ارتعاش (مانند آب میوه‌گیری یا دریل کاری) به ویژه در کارگران دستی و کاربران رایانه.

## تظاهرات بالینی
بیمار معمولاً با کرختی، درد، گزگز (پارستزی) در محل توزیع عصب میانی (انگشتان شست، اشاره، میانی) مراجعه می‌کند، این علائم اغلب شب‌ها تشدید شده و با حرکات تکراری و قوی دست بدتر می‌شود. در برخی موارد صاف کردن یا تکان دادن دست باعث بهبودی علائم می‌شود. گاه عدم توان انجام حرکات دقیق انگشتان (مانند سوزن دوزی) و ضعف حرکتی نیز دیده می‌شود.
آتروفی تنار (توده عضلانی روی قاعده شست) از علائم قابل مشاهده این اختلال می‌باشد.

## تست‌های تشخیصی
۱. نشانه تینل (tinel sign): در این مانور ضربات ملایم روی عصب میانی بر سطح مچ زده می‌شود. اگر این مانور علائم درد تیر کشنده و سوزشی ایجاد کرد یعنی تست مثبت است.
۲. آزمایش فالن (Phalen Test): بیمار ساعدش را به‌طور افقی در هوا نگه داشته یا از پشت دو دست را به هم می‌چسباند بگونه‌ای که مچ در فلکسیون کامل قرار گیرد، این وضعیت را ۶۰ ثانیه نگه می‌دارد اگر کرخی و پارستزی ایجاد شد تست مثبت است.
تشخیص قطعی با انجام مطالعات الکترودیاگنوزیس (EMG) و مطالعات هدایت عصبی اندام‌های فوقانی می‌باشد که در این بیماران تأخیر هدایتی حسی و حرکتی اعصاب میانی در ناحیه مچ دست وجود دارد.

## درمان
این سندرم بسته به شدت درگیری عصب شامل ۳ مرحلهٔ اولیه، متوسط و نهایی می‌باشد.
۱. مرحله اولیه یا حاد سندرم: ۳ تا ۴ ماه اول که فرد در فاز حاد مراجعه می‌کند. این مرحله بهترین زمان برای درمان نگهدارنده (کنسرواتیو) است که شامل:
۱. آتل‌بندی در وضعیت عادی (بدون زاویه مچ) یا اکستانسیون جزئی
۲. اغلب داروهای ضدالتهاب غیراستروئیدی (مانند آسپرین، بروفن و…) برای کاهش آدم و التهاب اطراف عصب و درد تجویز می‌شود. اقدام تهاجمی تر تزریق کورتیکواستروئید به درون تونل کارپ است. بعد از تزریق، ۳ تا۴ هفته دست در آتل مچی به صورت تمام وقت و سپس به مدت ۳ تا۸ هفته دیگر فقط به صورت شبانه می‌ماند.
1. حرکات فیزیوتراپی و تمرینات ورزشی مانند Tendon Gliding Exercises (برای درمان کنسرواتیو یا بعد از عمل جراحی) و همچنین روش‌های حرکت درمانی مانند فلدن کرایس درمانی
2. ارزیابی وضعیتی مربوط به محیط کار و تغییراتی در محیط کار در صورت لزوم

اقدامات درمانی فوق در بیش از نیمی از موارد می‌تواند باعث تخفیف علائم شود.
- مصرف ویتامین ب ۶ نیز ممکن است مفید باشد.

1. مرحله میانی سندرم: بیماران این گروه اغلب کرخی و پارستزی را گزارش می‌کنند و کاندید عمل جراحی فشارزدایی (برداشتن فشار عصب با برش زردپی خم‌کننده) هستند. در این مرحله هنوز آسیب عصب دائمی نشده‌است.
2. مرحله نهایی یا شدید سندرم: این گروه اغلب علائم طولانی مدت دارند، به دلیل آسیب دایمی عصب حتی بعد از برداشتن فشار ممکن است برای همیشه آسیب حسی و ضعف عضلات تنار باقی بماند.

- جراحی: وقتی اقدامات غیر جراحی در کاهش علائم سودمند واقع نشدند (کمتر از نیمی از بیماران) جراحی برای برداشتن فشار از عصب تجویز می‌شود. هدف جراحی افزایش ابعاد تونل کارپال به وسیلهٔ آزادسازی لیگامان عرضی مچ و فاسیای اکستانسور آن می‌باشد. جراحی تا ۹۰٪ موفقیت‌آمیز است اما بهبود کامل چند ماه طول می‌کشد. امروزه جراحی به روش آندوسکوپیک نیز صورت می‌گیرد.